# Ledenička špilja
Ledenička špilja este o arie protejată (sit de importanță comunitară — SCI) din Croația întinsă pe o suprafață de 0,78 ha, integral pe uscat.

## Localizare
Centrul sitului Ledenička špilja este situat la coordonatele 45°15′18″N 15°22′51″E / 45.255117°N 15.380965°E.

## Înființare
Situl Ledenička špilja a fost declarat sit de importanță comunitară în iulie 2013 pentru a proteja un număr necunoscut de specii din flora spontană și fauna sălbatică aflate în arealul zonei.

## Biodiversitate
Situată în ecoregiunea continentală, aria protejată conține 1 habitat natural: Peșteri inaccesibile publicului.
La baza desemnării sitului se află un număr nedeclarat de specii protejate.